# Doornkaakzandbij
De doornkaakzandbij (Andrena trimmerana) is een vliesvleugelig insect uit de familie Andrenidae. De wetenschappelijke naam van de soort is voor het eerst geldig gepubliceerd in 1802 door William Kirby.
De bij is zeldzaam in Nederland en is slechts op twee plaatsen aangetroffen, in een fort in Zeeland en in de stad Leiden. De soort is pas sinds 2002 in Nederland bekend en staat op de rode lijst bijen. De doornkaakzandbij heeft de status 'gevoelig'.